# Oleg Iwanowitsch Jankowski

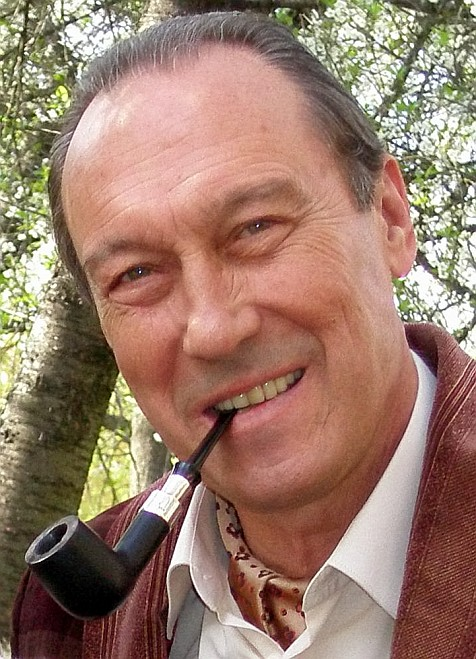
Oleg Jankowski

Oleg Iwanowitsch Jankowski (russisch Олег Иванович Янковский, wiss. Transliteration Oleg Ivanovič Jankovskij; * 23. Februar 1944 in Dscheskasgan, Kasachische SSR, Sowjetunion; † 20. Mai 2009 in Moskau) war ein russischer Theater- und Filmschauspieler, Regisseur und Volkskünstler der UdSSR.
Im Jahr 1965 absolvierte er eine Theaterschule in Saratow und spielte zunächst am Saratower Drama-Theater. Seit 1973 war er am Moskauer Lenkom-Theater in der Truppe von Mark Sacharow tätig.
Seine erste Filmrolle hatte Oleg Jankowski im Jahr 1968 im Weltkriegsdrama Schild und Schwert. Danach war er in über 70 Filmproduktionen zu sehen, darunter in Filmen von Andrei Tarkowski, Mark Sacharow, Igor Maslennikow und Michail Schweizer. Seit 1993 war Jankowski Präsident der jährlichen russischen Filmfestspiele Kinotawr in Sotschi.
Oleg Jankowski starb am 20. Mai 2009 nach langer Krankheit an Bauchspeicheldrüsenkrebs.
Sein Bruder ist der ebenfalls mit dem Titel des Volkskünstlers der UdSSR ausgezeichnete Schauspieler Rostislaw Jankowski, sein Sohn ist der Filmregisseur Filipp Jankowski.

## Filmografie (Auswahl)
- 1968: Schild und Schwert (Щит и меч)
- 1968: Es dienten zwei Kameraden (Служили два товарища)
- 1975: Der Spiegel (Зеркало)
- 1975: Der Stern des vereinnehmenden Glücks (Звезда пленительного счастья)
- 1978: Mein zärtliches Tier (Мой ласковый и нежный зверь)
- 1978: Ein gewöhnliches Wunder (Обыкновенное чудо)
- 1979: Genau jener Münchhausen (Тот самый Мюнхгаузен)
- 1981: Die Abenteuer von Sherlock Holmes und Doktor Watson. Der Hund der Baskerville (Приключения Шерлока Холмса и доктора Ватсона. Собака Баскервилей)
- 1981: Wir, die unten unterschrieben (Мы, нижеподписавшиеся)
- 1982: Auf eigenen Wunsch verliebt (Влюблён по собственному желанию)
- 1982: Flüge im Traum und in der Wirklichkeit (Полёты во сне и наяву)
- 1983: Das Haus, das Swift erbaute (Дом, который построил Свифт)
- 1983: Nostalghia (Ностальгия)
- 1987: Die Kreutzersonate (Крейцерова соната)
- 1988: Den Drachen töten (Убить дракона)
- 1990: Der Ausweis (Паспорт)
- 1991: Der Zarenmörder (Zareubijza, The Assassin of the Tsar)
- 1994: Stumme Zeugin (Немой свидетель)
- 2000: Komm, um mich anzusehen (Приходи на меня посмотреть)
- 2000:  In stürmischen Zeiten (The Man Who Cried)
- 2003: Der arme Paul (Бедный, бедный Павел)
- 2006: Doktor Schiwago (Доктор Живаго)
- 2008: Anna Karenina (Анна Каренина)